# Dikrotie
Dikrotie oder dikrote Welle (griech.: δι = doppelt, κρὁτος = Schlag) bezeichnet in herzfernen Gefäßen den zweiten Gipfel einer arteriellen Blutdruckkurve.

## Entstehung
Blutdruckkurven in den großen Arterien des Menschen sind dadurch gekennzeichnet, dass sie doppelgipflig sind, also zwei Gipfel aufweisen. Während in herznahen Gefäßen (Aorta oder Arteria carotis communis) dieser zweite Gipfel durch einen kurzfristigen Druckabfall bei Verschluss der Aortenklappe hervorgerufen wird und Inzisur genannt wird, hat die Zweigipfligkeit in herzfernen Gefäßen (z. B. Arteria femoralis) eine andere Ursache. Diese zweite, dort Dikrotie genannte Welle, beruht auf einem Rückstoß der Hauptwelle an den elastischen, sich in der Peripherie verengenden Arterien. In der diastolischen Phase sinkt der Druck also nicht linear, sondern zeigt ein vorübergehendes Nebenmaximum. Die dikrote Welle ist besonders ausgeprägt bei Dauerleistungssportlern. Erloschen ist sie bei Arteriosklerose und sie verschwindet bei Tachykardie.